# Хаджиев, Тодор
Тодор Хаджиев (14 августа 1881, Русе, Княжество Болгария — 9 октября 1956, София) — болгарский дирижёр, композитор, музыкальный педагог. Заслуженный артист Народной Республики Болгария (1950).
Отец композитора и музыкального теоретика Парашкева Хаджиева.

## Биография
Родился в семье музыкантов-любителе, с юных лет начал изучать игру скрипке и фортепиано. В старших классах пел в церковном хоре, играл в школьном оркестре.
В 1902 году окончил Пражскую консерваторию. Вернувшись на родину работал преподавателем игры на фортепиано и теории музыки, выступал с фортепианными концертами, аккомпанировал болгарским исполнителям.
Был основателем и руководителем первой музыкальной школы в Русе.
С 1904 года работает в Софии. С 1905 по 1909 год был на военной службе капитаном Первого конного полка, играл в гвардейском оркестре. С 1923 по 1926 год — капельмейстер гвардейского оркестра. Изучал оперное искусство в Вене, Варшаве, Катовице, Праге, Пльзене, Париже, Лейпциге и Дрездене.
Т. Хаджиев — первый болгарский оперный дирижёр. Принял активное участие в создании «Болгарского оперного товарищества», организовал оперный оркестр, руководил женским хором.
В 1908 году под его руководством артисты «Болгарского оперного товарищества» исполнили отрывки из опер «Евгений Онегин» и «Русалка».
Автор оперетты «Софийцы под Бухарестом» (1916, София) и др. музыкальных сочинений. В 1931—1933 годах работал художественным руководителем Софийской народной оперы (с 1908 — дирижёр). Работал также в Варне и Пловдиве.